# Rapsodi
En rapsodi er et stykke musik der er sammensat af flere andre musikstykker; det kan sammenlignes med det der på nutidigt dansk musiksprog hedder mega-mix.
| Musik | Spire Denne musikartikel er en spire som bør udbygges. Du er velkommen til at hjælpe Wikipedia ved at udvide den. |